# Mesochorus seyrigi
Mesochorus seyrigi is een vliesvleugelig insect uit de familie van de gewone sluipwespen (Ichneumonidae). De wetenschappelijke naam van de soort is voor het eerst geldig gepubliceerd in 2002 door Schwenke.